# Луп (округ)
Округ Луп (англ. Loup County) — округ, расположенный в штате Небраска (США) с населением в 712 человек по статистическим данным переписи 2000 года. Столица округа находится в деревне Тейлор.

## География
По данным Бюро переписи населения США округ Луп имеет общую площадь в 1479 квадратных километров, из которых 1476 кв. километров занимает земля и 3 кв. километра — вода. Площадь водных ресурсов округа составляет 0,13 % от всей его площади.

### Соседние округа
- Рок (Небраска) — север
- Холт (Небраска) — северо-восток
- Гарфилд (Небраска) — восток
- Кастер (Небраска) — юг
- Блейн (Небраска) — запад
- Браун (Небраска) — северо-запад

## Демография
По данным переписи населения 2000 года в округе Луп проживало 712 человек, 206 семей, насчитывалось 289 домашних хозяйств и 377 жилых домов. Средняя плотность населения составляла 0,48 человек на один квадратный километр. Расовый состав округа по данным переписи распределился следующим образом: 98,88 % белых, 0,28 % коренных американцев, 0,14 % азиатов, 0,28 % смешанных рас, 0,42 % — других народностей. Испано- и латиноамериканцы составили 1,69 % от всех жителей округа.
Из 289 домашних хозяйств в 31,80 % — воспитывали детей в возрасте до 18 лет, 64,70 % представляли собой совместно проживающие супружеские пары, в 4,20 % семей женщины проживали без мужей, 28,40 % не имели семей. 27,00 % от общего числа семей на момент переписи жили самостоятельно, при этом 17,00 % составили одинокие пожилые люди в возрасте 65 лет и старше. Средний размер домашнего хозяйства составил 2,46 человек, а средний размер семьи — 2,99 человек.
Население округа по возрастному диапазону по данным переписи 2000 года распределилось следующим образом: 26,70 % — жители младше 18 лет, 4,50 % — между 18 и 24 годами, 22,30 % — от 25 до 44 лет, 27,00 % — от 45 до 64 лет и 19,50 % — в возрасте 65 лет и старше. Средний возраст жителей округа составил 43 года. На каждые 100 женщин в округе приходилось 108,80 мужчин, при этом на каждых сто женщин 18 лет и старше приходилось 100,00 мужчин также старше 18 лет.
Средний доход на одно домашнее хозяйство в округе составил 26 250 долларов США, а средний доход на одну семью в округе — 27 788 долларов. При этом мужчины имели средний доход в 20 515 долларов США в год против 20 972 долларов США среднегодового дохода у женщин. Доход на душу населения в округе составил 12 427 долларов США в год. 14,20 % от всего числа семей в округе и 17,70 % от всей численности населения находилось на момент переписи населения за чертой бедности, при этом 22,90 % из них были моложе 18 лет и 11,60 % — в возрасте 65 лет и старше.

## Основные автодороги
- US 183
- Автомагистраль 91
- Автомагистраль 96

## Населённые пункты

### Деревни
- Тейлор

### Другие
- Алмерия